# Silence Kit
Silence Kit — пост-рок-группа из России. Сами музыканты выделяют несколько стилей, характеризующих их творчество — эмбиент, пост-метал, инди-рок. Берущий своё начало в 2002 году коллектив неоднократно обновлялся, но к 2015 году прекратил какую-либо совместную деятельность.

## История

### 2000—2002 годы
Начало группы Silence Kit уходит корнями в 2000 год. Гитарист московской группы Dairy High Борис Белов уже тогда начал создавать материал, который не вписывался в концепцию его коллектива. Очевидные противоречия в группе постепенно нарастали, но отсутствие подходящих музыкантов не позволяло реализовать его идеи в другом проекте. Поэтому будущее Silence Kit отодвигалось на второй план. В это время в Dairy High был приглашён второй гитарист, друг группы и частый гость на концертах, Фёдор Дмитриев. Уже вместе с ним была записана песня Zralok, которая попала на сборку журнала Play; кроме того, ребята вместе с новосибирской командой Hot Zex сделали кавер-версию песни «Accelerator» группы Primal Scream. Но на этом прогресс команды закончился и стремительно перешёл в упадок, приведший группу Dairy High к распаду весной 2002 года.
К апрелю идея создать новый коллектив воплотилась в жизнь. Бывшие участники Dairy High Борис Белов (гитара), Федор Дмитриев (гитара, вокал) и Григорий Алексанян (барабаны) пригласили ещё двух музыкантов — клавишника Андрея Гаврилова (экс-Мосты) и басиста Сергея Богатова (экс-Сквош). Таким образом, состав был укомплектован. 20 апреля 2002 состоялась первая репетиция в таком составе. В качестве названия была взята песня американской группы Pavement со второго альбома Crooked Rain, Crooked Rain (1994), которая называется «Silence Kit».
Определившись с составом, музыканты начали работать над первым альбомом всё лето и начало осени 2002 года. Альбом записывался на Parastudio, находящейся в гараже Института прокуратуры. Основной упор в записи был сделан на гитарный звук и клавиши, барабаны записывались всего двумя микрофонами, бас-гитара записывалась в последнюю очередь.
Осенью диск был готов. 8 октября 2002 года состоялось первое выступление группы на фестивале Stop the Silence в клубе «Свалка». Команда хорошо была принята в зарождающейся независимой музыкальной среде Москвы. Альбом был выпущен на CD-R с собственным типографским оформлением и распространялся бесплатно.

### 2003 год
После пары выступлений в московских клубах зимой 2003 года возникла проблема поиска постоянного барабанщика. В феврале Григорий Алексанян решил для себя, что добился в этой группе для себя достаточно и покинул её (Впоследствии Григорий будет собирать Dairy High заново, но вместо этого организует Man Bites Dog). На его место довольно быстро, уже к марту, приходит Сергей Ледовский. К этому моменту у Сергея уже был коллектив Люмены; кроме того, у него был опыт в звукорежиссуре. Таким образом, появилась возможность уже к весне продолжать поддержку первого альбома и работать над материалом для второго.
Все музыканты жаждали выступлений, и весной—летом 2003 года за две недели было проведено 5 концертов. Весной возникла идея добавить в группу виолончель. Начались поиски музыканта, было расклеено множество объявлений около Гнесинского училища. Но виолончелист нашёлся сам. Ярослава Ковалева, будущего уже шестого участника Silence Kit, посоветовал Олег Бойко из Маленьких помощников мамы, они вместе играли в фолк проекте Tellen Gwad. Ярослав, будучи классическим профессиональным музыкантом, влился в группу органично и быстро. Но уже к осени клавишник Андрей Гаврилов устраивается на радио «Эхо Москвы» и не может больше совмещать игру в группе с его новой работой. Silence Kit остаются опять впятером.
Несмотря на это, прямо с лета началась запись нового материала. Основные барабанные партии, гитары и виолончель записывали в том же месте, что и первую работу. В это же время группа постоянно давала выступления, обкатывая старый материал в новом составе. Осенью частые выходы на публику закончились.

### 2004 год
Приход новых музыкантов весной 2003 года во многом обещал повлиять на музыку коллектива. Музыка становилась более экспрессивной, взрослой, с большим вливанием виолончели и элементов шугейзинга. На группу в этот период влияли Godspeed You! Black Emperor, Do Make Say Think и вообще группы с канадского лейбла Constellation Records.
После презентации второго альбома в клубе «16 Тонн» в Москве Silence kit приобретают некоторую известность, связанную с тем, что пост-рок постепенно начал входить моду в андеграундной среде Москвы и Санкт-Петербурга. Именно после появления Pieonear Silence Kit подвели черту под прошлым творчеством. Лето и начало осени группа часто выступала в поддержку альбома, который раскупался быстрее, чем раздавался первый. Группа открыла для себя возможность концертных видеоинсталляций (первый из них сделал друг группы Георгий Колмогоров, последующие два смонтировал Павел Руминов), а фотограф и оператор Рита Филиппова сделала для неё первый видеоклип.
Весной 22 мая Silence Kit своими выступлениями открыли в первый раз проходящий фестиваль Avant Fest. Кроме того, у группы был интересный эксперимент в мае 2004 года, где они переиграли песни Моррисси и The Smiths. Федор отказался участвовать, в итоге на гитаре сыграл гитарист из группы «Интерьеры», а пели Дмитрий Грошев (Lost Weekend) и Антон Вавилов (Twiggys). Летом группа в основном играла в уже ставшим домашним клубе «16 тонн», а осенью поехала на гастроли (16 октября 2004 года — Нижний Новгород, 20 ноября 2004 года — Тверь). Это были первые выезды группы. Всего было дано около 10 выступлений в поддержку второго альбома.
Тогда же музыканты побывали в гостях у Александра Ф. Скляра на программе «Магеллан Нон-Стоп» на «Радио Арсенал». В течение двух часов они общались, ставили свою любимую музыку и отвечали на вопросы радиослушателей.

### 2005 год
В начале 2005 года Silence kit по-прежнему выступали со своей относительно недавней программой в клубах Москвы. Группа обзавелась аудиторией, но отношения в коллективе стали более напряжёнными. Вплоть до августа настроение, царившее в группе, оставалось конфликтным. К концу лета проблемы, сотрясавшие Silence Kit, постепенно сошли на нет, и ребята начали всерьёз задумываться о записи третьего альбома, концепция и материал для которого уже были готовы.
Пятого сентября 2005 года произошла ужасная трагедия — вследствие несчастного случая в возрасте 26 лет погиб Ярослав Ковалёв — виолончелист группы. Это был страшный удар для всех людей, которые любили Ярослава. Потеряв друга и талантливого, деятельного музыканта, Silence Kit долгое время не могла оправиться от пережитого шока и заполнить ту пустоту, которая образовалась с его трагической кончиной.
Через некоторое время, в сентябре 2005 года, группу покинул Сергей Ледовский — из-за того, что у него не хватало времени для всех проектов, в которых он участвовал. Silence Kit оказались в очень неприятной ситуации: пережив смерть друга, потеряв сразу двух замечательных музыкантов за один месяц, ребятам нужно было доделывать до конца материал и искать новых участников для дальнейшего творчества.
К концу сентября 2005 года группа, наконец, вышла из оцепенения. Состав пополнился барабанщиком Наири Симоняном, который играл в коллективе Urartu на барабанах, а также являлся организатором независимого лейбла — FigureStatic. Наири познакомился с Silence Kit на фестивале WhoEmo?, проходившем 24 сентября 2004, организатором которого он и являлся. Идея найти виолончелиста на смену Ярослава сразу была отринута.
Коллектив начал упорно репетировать для того, чтобы восстановить форму уже с новым музыкантом и начать основательно записывать третий альбом. Кроме того, было намечено переиздать дебютные альбомы на лейбле FigureStatic. Часть барабанных партий для третьего диска придумывалась заново, аранжировали партии практически коллективно, а часть оставили такими, какими они были у Сергея Ледовского. 18 декабря 2005 года в клубе «Табула Раса» прошла презентация лейбла FigureStatic, которая окончательно привела Silence Kit в чувство. А 25 декабря состоялось выступление вместе с группой Дети Пикассо опять же в Москве, в клубе «Курс».

### 2006 год
Прямо с начала года группа легла на надёжный рабочий фарватер. Во многом благодаря активности и связям Наири Симоняна, который стал уже фактически менеджером Silence Kit, группа начала давать концерты с завидным постоянством. Работа над третьим альбомом продолжалась, а 3 марта на FigureStatic были переизданы оба предыдущих альбома.
Позднее, уже 15 мая в рамках проекта журнала Rolling Stone и клуба «Другое кино» — «Великий немой» — группа озвучила мультфильм 1924 года под названием «Межпланетная революция», позднее изданный на DVD.
Трек, который был сделан специально для мультфильма, был включён в третий альбом Silence Kit, который ребята начали записывать летом 2006 года. Запись альбома проходила в Москве. К концу лета группа дала ещё два выступления. 25 июня группа поучаствовала в третьем фестивале Avant Fest вместе с OceanSize, Arab Strap и WHY?, а ближе к осени опять поехала на гастроли в Нижний Новгород и в Санкт-Петербург.
В ноябре — декабре 2005 года разногласия внутри группы начались вновь. Во многом это было связано с новым проектом Pompeya, который Наири Симонян старался поднять. Вплоть до конца года группа занималась сведением альбома, давая редкие концерты.

### 2007 год
Группа очень редко репетировала, а сведение альбома продвигалось очень медленно. 1 февраля состоялась премьера фильма «Мёртвые дочери» Павла Руминова, в котором был использована композиция «Lemon Smell Street». Единственным светлым пятном из последних нескольких месяцев было запланированное на 19 апреля выступление с Red Sparowes.
В апреле Silence Kit взяли ещё одного музыканта — экс-гитариста группы «Плацента» и Secrets of the Third Planet Евгения Франкевича. Идея пополнить команду ещё одним гитаристом назревала ещё с 2003 года, и 3 апреля Silence Kit официально объявили о пополнении.
Основной упор весной и летом делался группой на сведение уже записанного материала, дата выхода которого постоянно отодвигалась. Наири перестал быть участником коллектива, оставшись менеджером группы.
На 3 фестиваль Avant Fest было аккредитовано достаточно большое количество групп из Москвы, а также специальные гости в лице Mudhoney, Shitdisco, God is an Astronaut, The Ladybug Transistor. Silence Kit вышли на сцену впятером. На барабанах играл Сегрей Ледовский, который незадолго до выступления вернулся в SK. После распада I’m above in the left у него появилось достаточное количество времени, и он довольно быстро освоил весь материал альбома, запись которого началась ещё до его ухода. Это выступление в своём роде было вздохом облегчения после долгого периода трудностей и проблем, тянущихся с осени 2006 года и окончившихся только летом 2007. Сведение подходило к концу и релиз нового альбома The Great Red Spot был окончательно назначен на 1 сентября 2007 года. Презентация прошла в клубе «16 Тонн».

## 2008—2009 годы
Весь период группа посвятила концертной деятельности. 2008 год начался с ряда совместных выступлений с различными группами. В январе-феврале Silence Kit сыграли два концерта в защиту Химкинского леса — сначала с белорусами Earworm, затем с питерцами Skafandr. Визуальную поддержку мероприятий осуществляла команда «Московской PLLS», устроившая психоделическое световое шоу в духе 60-х.
Конец февраля — начало марта: выезд по маршруту Киев (выступление с Coala Pascal) — Минск (вместе с Zveno и Villosa). По приезде — выступление в «Икре» с Mooncake и в «Б1 Максимум» вместе с Everything Is Made in China. Затем состоялось выступление на 13-м СКИфе в Питере, а также в рамках «Stop The Silence» (хедлайнеры — Enon и The Paper Chase) и Avant 2008 (хедлайнеры — Eluvium и Explosions in the Sky).
Для группы стала сюрпризом информация об их участии как разогрева на московском концерте Sigur Ros в клубе «Б1 Максимум». Также стоит отметить приглашение от группы Dairy High выступить в качестве специальных гостей на презентации альбома в клубе 16 Тонн и выступление в клубе «Дом». В конце года Silence Kit выступили с сольным концертом, охватывающим материал начиная с альбома Pieonear и до новых, впервые представленных вещей.
Из событий 2009 года следует отметить выступление группы на фестивале Art of Sound, совместный январский мини-тур с латвийской группой Tribes of the City (Москва, Санкт-Петербург, Нижний Новгород, Рига и Вильнюс). Однако общее падение интереса к пост-року, к котором причисляют группу, и общая усталость привели к снижению активности в деятельности группы. Ледовский по совместительству стал барабанщиком группы Narkotiki, Франкевич работал со своим проектом Secrets of the Third Planet. Тем не менее, в конце года группа отыграла ряд концертов, в том числе приняв участие в Avant Club Fest («западный хэдлайнер» — Yann Tiersen) с новым материалом.

## 2010—2011 годы
Начался год с выступления в клубе «Моспроект» совместно с инструментальной сладж-группой Endname. Далее барабанщик Сергей Ледовский покинул группу, чтобы сосредоточиться на группе NRKTK. Он отыграл два прощальных концерта — в Питере и Москве (оба выступления — совместные концерты с Do-Re-Mi Orchestra). Его сменил Сергей Болотин, участник группы Босх с тобой. С ним группа сыграла незапланированный сольный концерт в клубе «16 Тонн» и короткий сет на «Circle Stage» Пикника «Афиши». Летом Фёдор Дмитриев обнародовал альбом своего сайд-проекта — фолк-эмбиентного Cetus Project, в котором он играет с Петром Поповым, гостившим ещё на альбоме Pieonear. В сентябре группа съездила с концертами по маршруту Хельсинки — Петербург, после чего приступила к записи нового альбома. Год закончился парой совместных концертов — в клубе «Avant» с группой Verba и в клубе 16 тонн с группой Tinavie.
2011 же год выдался скудным на события. Весной группа сыграла в Москве вместе с группами Maserati и G.A.Z. и съездила в Нижний Новгород как хэдлайнер в составе большого «десанта» московских групп (Tinavie, Lost Weekend, My Holiday). Вторую половину года группа провела в отпуске, связанном с рождением дочери у Сергея Богатова. Паузу музыканты использовали для работы в своих проектах.

## 2012—2015 годы
После более чем годичного перерыва, связанного с записью и семейными обстоятельствами, 19 мая 2012 года группа выпустила доступный для скачивания сингл Triumph of the Light и на следующий день презентовала его в московском клубе Gogol. Позднее группа выступила на фестивале в Липецкой области и в клубе DaDa в Санкт-Петербурге.
Весной 2013 года вышел новый сингл — Sedna, более чем двадцатиминутная полуэмбиентная композиция. Летом 2014 года — очередной сингл, состоящий из композиций «Supernova» и скримо-трека «Snake». В настоящий момент музыканты группы прекратили какую-либо совместную деятельность.

## Состав
- Борис Белов — гитарист
- Фёдор Дмитриев — гитарист, вокалист
- Сергей Богатов — бас-гитарист
- Евгений Франкевич — гитарист, клавишник, вокалист
- Сергей Болотин — барабанщик

## Бывшие участники
- Григорий Алексанян — барабанщик (2002—2003)
- Андрей Гаврилов — клавишник (2002—2003)
- Сергей Ледовский — барабанщик (2003—2005; 2007—2010)
- Ярослав Ковалёв — виолончелист (2003—2005)
- Наири Симонян — барабанщик (2005—2007)

## Дискография

### Студийные альбомы
- Silence Kit (2002)
- Pieonear (2004)
- The Great Red Spot (2007)

### Синглы и EP
- Triumph Of The Light (2012)
- Sedna (2013)
- Supernova (2014)